# أندرو كينيدي (لاعب كريكت بريطاني)
أندرو كينيدي (10 يناير 1975 في المملكة المتحدة - ) (بالإنجليزية: Andrew Kennedy)‏ هو لاعب كريكت بريطاني. لعب مع Essex Cricket Board ‏.